# Cubicolo
La cubiculla o cubicolo (dal latino cubiculum "stanza da letto", dal verbo cubare "giacere, stare distesi") è nella casa romana un piccolo ambiente destinato a camera da letto, generalmente affiancato da altri simili e dislocato intorno all'atrio.
Si parla di cubicolo anche per sepolture a camera riservate ad una sola famiglia.
Condivide la medesima derivazione latina il termine di lingua inglese cubicle, il cui significato moderno corrisponde a quello di singola postazione in un ufficio open space.